# NGC 5064
NGC 5064 é uma galáxia espiral (Sb) localizada na direcção da constelação de Centaurus. Possui uma declinação de -47° 54' 35" e uma ascensão recta de 13 horas, 19 minutos e 00,0 segundos.
A galáxia NGC 5064 foi descoberta em 3 de Março de 1837 por John Herschel.